# Ornithoica caledonica
Ornithoica caledonica är en tvåvingeart som beskrevs av Sinclair 1997. Ornithoica caledonica ingår i släktet Ornithoica och familjen lusflugor.
Artens utbredningsområde är Nya Kaledonien. Inga underarter finns listade i Catalogue of Life.